# Керченська міська рада
Ке́рченська міська́ ра́да (крим. Kerç şeer şurası) — адміністративно-територіальна одиниця та орган місцевого самоврядування у складі Керченського району Автономної Республіки Крим. Адміністративний центр — колишнє місто республіканського значення Керч.

## Загальні відомості
Керченська міська рада займає вузьку смугу уподовж Керченської протоки на крайньому сході півострова. До складу міськради входить лише один населений пункт — саме місто Керч, проте територія регіону не обмежується лише міськими кварталами (на відміну, наприклад, від Джанкойської міськради), а включає приміські дачні ділянки, незабудовані території, які відокремлюють віддалені райони Камиш-Бурун (Аршинцево) і Ельтіген (Героєвське) від основної частини міста, Чурбаське озеро та острів Тузлу. Територією ради протікають річки Приморська, Булганак, Джарджава.
- Територія ради: 108 км²
- Населення ради: 144 626 осіб (станом на 1 січня 2014 року)

Офіційні мови: українська, кримськотатарська, російська.

## Населені пункти
Міській раді підпорядковані населені пункти:
- м. Керч

## Склад ради
Рада складається з 50 депутатів та голови.
- Голова ради: Осадчий Олег Володимирович
- Секретар ради: Лютікова Валентина Іванівна

### Керівний склад попередніх скликань
| Прізвище, ім'я, по батькові | Основні відомості                                                       | Дата обрання | Дата звільнення |
| --------------------------- | ----------------------------------------------------------------------- | ------------ | --------------- |
| Осадчий Олег Володимирович  | Міський голова, 1951 року народження, освіта вища, член Партії регіонів | 26.03.2006   | 31.10.2010      |
| Осадчий Олег Володимирович  | Міський голова, 1951 року народження, освіта вища, член Партії регіонів | 31.10.2010   |                 |

Примітка: таблиця складена за даними сайту Верховної Ради України

### Депутати
За результатами місцевих виборів 2010 року депутатами ради стали:

#### За суб'єктами висування
| Суб'єкт висування                                | Кількість обраних депутатів | %  |
| ------------------------------------------------ | --------------------------- | -- |
| Партія регіонів                                  | 42                          | 84 |
| Комуністична партія України                      | 2                           | 4  |
| Політична партія «Руська єдність»                | 2                           | 4  |
| Політична партія «Сильна Україна»                | 2                           | 4  |
| Партія «Союз»                                    | 1                           | 2  |
| Політична партія «Народно-трудовий союз України» | 1                           | 2  |

#### За округами
| № округу                                         | Прізвище, ім'я, по батькові        | Дата визнання обраним | Освіта  | Партійна приналежність                                 | Відомості про обраного депутата |
| ------------------------------------------------ | ---------------------------------- | --------------------- | ------- | ------------------------------------------------------ | --- |
| Комуністична партія України                      |                                    |                       |         |                                                        | |
| б/м                                              | Луньов Олександр Федорович         | 04.11.2010            | вища    | член Комуністичної партії України                      | Кримська філія Новоросійської державної морської академії у м. Севастополь, викладач                                                   |
| б/м                                              | Остапенко Василь Дмитрович         | 04.11.2010            | вища    | член Комуністичної партії України                      | підприємець |
| Партія регіонів                                  |                                    |                       |         |                                                        | |
| б/м                                              | Лютікова Валентина Іванівна        | 04.11.2010            | вища    | член Партії регіонів                                   | Керченська міська рада, секретар міської ради                                                                                          |
| б/м                                              | Шаталов Микола Олександрович       | 04.11.2010            | вища    | член Партії регіонів                                   | ВАТ «Керченський рибокомбінат», голова правління — генеральний директор                                                                |
| б/м                                              | Ідт Володимир Вільгельмович        | 04.11.2010            | вища    | член Партії регіонів                                   | Керченська міська рада, начальник управління освіти                                                                                    |
| б/м                                              | Архіпенко Ольга Василівна          | 04.11.2010            | вища    | член Партії регіонів                                   | Керченська міська рада, директор департаменту по зв'язках                                                                              |
| б/м                                              | Бухтіяров Микола Олександрович     | 04.11.2010            | вища    | член Партії регіонів                                   | Управління з питань надзвичайних ситуацій Керченської міської ради, головний фахівець                                                  |
| б/м                                              | Осадчий Руслан Олегович            | 04.11.2010            | вища    | член Партії регіонів                                   | ТОВ «М — Авто», директор |
| б/м                                              | Кравченко Сергій Валентинович      | 04.11.2010            | середня | член Партії регіонів                                   | Станція технічного обслуговання, директор                                                                                              |
| б/м                                              | Маловичко Сергій Олексійович       | 04.11.2010            | вища    | член Партії регіонів                                   | Дочірнє підприємство «КРАНШИП», директор                                                                                               |
| б/м                                              | Сумуліді Лера Василівна            | 04.11.2010            | вища    | член Партії регіонів                                   | Кримська Республіканська Установа "Служба контролю за переміщенням культурних цінностей через державний кордон України у АРК, директор |
| б/м                                              | Волков Олексій Володимирович       | 04.11.2010            | вища    | член Партії регіонів                                   | Державне підприємство «Керченський морський торговельний порт», заступник керівника комплексу соціально побутового обслуговування      |
| б/м                                              | Рєзниченко Олександр Сергійович    | 04.11.2010            | вища    | член Партії регіонів                                   | Рибколгосп «1Травня», голова |
| б/м                                              | Неділько Юрій Іванович             | 04.11.2010            | вища    | член Партії регіонів                                   | Керченська міська лікарня № 1, завідувач відділення                                                                                    |
| б/м                                              | Щерба Юрій Никифорович             | 04.11.2010            | вища    | член Партії регіонів                                   | Коллектівне підприємство редакція газети «Керченський робочий», головний редактор                                                      |
| б/м                                              | Рубінчик Наталя Володимирівна      | 04.11.2010            | вища    | член Партії регіонів                                   | Комунальне підприємство «Керченський парк культури та відпочинку», директор                                                            |
| б/м                                              | Скульський Станіслав Володимирович | 04.11.2010            | вища    | член Партії регіонів                                   | тимчасово не працює |
| б/м                                              | Проніна Тетяна Миколаївна          | 15.11.2010            | вища    | член Партії регіонів                                   | загальноосвітня школа № 24 м. Керч, директор                                                                                           |
| б/м                                              | Єлізаров Олег Вікторович           | 15.11.2010            | вища    | член Партії регіонів                                   | фізична особа-підприємець |
| 1                                                | Ходько Сергій Петрович             | 04.11.2010            | вища    | член Партії регіонів                                   | дочірнє підприємство «ТІС-Крим», директор                                                                                              |
| 2                                                | Дерюгіна Наталія Володимирівна     | 04.11.2010            | вища    | член Партії регіонів                                   | ЗАТ «Крим», генеральний директор |
| 3                                                | Гофман Леонід Давидович            | 04.11.2010            | вища    | член Партії регіонів                                   | ТОВ «Керченський стрілочний завод», генеральний директор                                                                               |
| 4                                                | Бахарєв Олександр Геннадійович     | 04.11.2010            | вища    | член Партії регіонів                                   | станція швидкої та невідкладної медичної допомоги, м. Керч, головний лікар                                                             |
| 5                                                | Чемисова Галина Іванівна           | 04.11.2010            | вища    | член Партії регіонів                                   | Керченський пологовий будинок, лікар-гінеколог                                                                                         |
| 6                                                | Дахін Віктор Євгенович             | 04.11.2010            | вища    | член Партії регіонів                                   | загальноосвітня школа № 25 м. Керч, директор                                                                                           |
| 7                                                | Волков Володимир Юрійович          | 04.11.2010            | вища    | член Партії регіонів                                   | Державне підприємство «Керченський морський торговельний порт», головний інженер                                                       |
| 8                                                | Щербула Лариса Вікторівна          | 04.11.2010            | вища    | член Партії регіонів                                   | ТОВ «Консоль ЛТД», керівник управління по маркетінгу                                                                                   |
| 9                                                | Лазарева Світлана Геннадіївна      | 04.11.2010            | вища    | член Партії регіонів                                   | приватний підприємець |
| 10                                               | Путінцева Галина Йосифівна         | 04.11.2010            | вища    | член Партії регіонів                                   | комунальний вищій навчальний заклад «Керченський медичний коледж м. Керчі», директор                                                   |
| 11                                               | Малій Тетяна Сергіївна             | 04.11.2010            | вища    | член Партії регіонів                                   | тимчасово не працює |
| 12                                               | Кошель Іван Юрійович               | 05.07.2012            | вища    | член Партії регіонів                                   | фізична особа-підприємець |
| 13                                               | Мільгром Едуард Юрійович           | 04.11.2010            | вища    | член Партії регіонів                                   | мале приватне підприємство «ІРБІС», юрисконсульт                                                                                       |
| 14                                               | Губанов Євген Павлович             | 04.11.2010            | вища    | член Партії регіонів                                   | Керченський державний морський технологічний університет, викладач                                                                     |
| 15                                               | Черноп'ятов Віктор Павлович        | 04.11.2010            | вища    | член Партії регіонів                                   | Керченське вище морське професійне училище, директор                                                                                   |
| 16                                               | Пахомов Анатолій Іванович          | 04.11.2010            | вища    | член Партії регіонів                                   | ТОВ «Беллатрікс», заступник директора                                                                                                  |
| 17                                               | Катруха Микола Іванович            | 04.11.2010            | вища    | член Партії регіонів                                   | загальноосвітня школа № 23 м. Керч, директор                                                                                           |
| 18                                               | Гусаков Микола Сергійович          | 04.11.2010            | вища    | член Партії регіонів                                   | Керченський міський Будинок культури, директор                                                                                         |
| 19                                               | Басаргіна Тетяна Яківна            | 04.11.2010            | вища    | член Партії регіонів                                   | приватний підприємець |
| 20                                               | Костюченко Сергій Миколайович      | 04.11.2010            | вища    | член Партії регіонів                                   | ТОВ "Міжнародна Морська асоціація «МИС ГОРН», директор                                                                                 |
| 21                                               | Бродський Сергій Ігорович          | 04.11.2010            | вища    | член Партії регіонів                                   | Камиш-Бурунська теплоелектроцентраль, начальник                                                                                        |
| 22                                               | Гадєєв Олександр Васильович        | 30.01.2012            | вища    | член Партії регіонів                                   | Керченський державний морський технічний університет, проректор з науково-педагогічної роботи                                          |
| 23                                               | Масюткін Євген Петрович            | 04.11.2010            | вища    | член Партії регіонів                                   | Керченський державний морський технологічний університет, ректор                                                                       |
| 24                                               | Мантуленко Людмила Сергіївна       | 30.09.2013            | вища    | член Партії регіонів                                   | Керченська ЗОШ № 11, директор |
| 25                                               | Останков В'ячеслав Петрович        | 04.11.2010            | вища    | член Партії регіонів                                   | управління культури Керченської міської ради, завідувач молодіжним центром                                                             |
| Партія «Союз»                                    |                                    |                       |         |                                                        | |
| б/м                                              | Воробйов Петро Володимирович       | 04.11.2010            | вища    | член Партії «Союз»                                     | приватне підприємство, директор |
| Політична партія «Народно-трудовий союз України» |                                    |                       |         |                                                        | |
| б/м                                              | Біленко Олександр Васильович       | 04.11.2010            | вища    | член Політичної партії «Народно-трудовий союз України» | МПП «СБ», директор |
| Політична партія «Руська Єдність»                |                                    |                       |         |                                                        | |
| б/м                                              | Шеремет Дмитро Костянтинович       | 04.11.2010            | вища    | член Політичної партії «Руська Єдність»                | тимчасово не працює |
| б/м                                              | Первишов Денис Миколайович         | 04.11.2010            | вища    | член Політичної партії «Руська Єдність»                | Керченська міська рада, торг. Відділ, гл. спеціаліст                                                                                   |
| Політична партія «Сильна Україна»                |                                    |                       |         |                                                        | |
| б/м                                              | Малина Олександр Миколайович       | 04.11.2010            | вища    | член Політичної партії «Сильна Україна»                | ЗАТ «Камиш — Бурун», генеральний директор                                                                                              |
| б/м                                              | Арустамян Валерій Сурікович        | 04.11.2010            | вища    | член Політичної партії «Сильна Україна»                | "Керченський навчально-виховний комплекс-інтернат Ліцей Мистецтв, директор                                                             |

## Населення
Розподіл населення за віком та статтю (2001)
| Стать | Всього | До 15 років | 15-24  | 25-44  | 45-64  | 65-85  | Понад 85 |
| --- | ------ | ----------- | ------ | ------ | ------ | ------ | -------- |
| Чоловіки | 71 742 | 11 307      | 12 121 | 20 943 | 20 081 | 7075   | 215      |
| Жінки | 86 270 | 10 863      | 11 570 | 23 461 | 25 210 | 14 228 | 938      |
| \| Статево-вікова піраміда \| Статево-вікова піраміда \| Статево-вікова піраміда \| \| ----------------------- \| ----------------------- \| ----------------------- \| \| Чоловіки \| Вік \| Жінки \| \| 215 \| 85 + \| 938 \| \| 409 \| 80-84 \| 1349 \| \| 1250 \| 75-79 \| 3412 \| \| 2582 \| 70-74 \| 4845 \| \| 2834 \| 65-69 \| 4622 \| \| 5007 \| 60-64 \| 7102 \| \| 3446 \| 55-59 \| 4102 \| \| 5604 \| 50-54 \| 6768 \| \| 6024 \| 45-49 \| 7238 \| \| 5400 \| 40-44 \| 6762 \| \| 5525 \| 35-39 \| 6292 \| \| 4755 \| 30-34 \| 5160 \| \| 5263 \| 25-29 \| 5247 \| \| 5899 \| 20-24 \| 5793 \| \| 6222 \| 15-20 \| 5777 \| \| 5373 \| 10-14 \| 5239 \| \| 3413 \| 5-9 \| 3230 \| \| 2521 \| 0-4 \| 2394 \| |        |             |        |        |        |        |          |
| Статево-вікова піраміда |        |             |        |        |        |        |          |
| Чоловіки | Вік    | Жінки       |        |        |        |        |          |
| 215 | 85 +   | 938         |        |        |        |        |          |
| 409 | 80-84  | 1349        |        |        |        |        |          |
| 1250 | 75-79  | 3412        |        |        |        |        |          |
| 2582 | 70-74  | 4845        |        |        |        |        |          |
| 2834 | 65-69  | 4622        |        |        |        |        |          |
| 5007 | 60-64  | 7102        |        |        |        |        |          |
| 3446 | 55-59  | 4102        |        |        |        |        |          |
| 5604 | 50-54  | 6768        |        |        |        |        |          |
| 6024 | 45-49  | 7238        |        |        |        |        |          |
| 5400 | 40-44  | 6762        |        |        |        |        |          |
| 5525 | 35-39  | 6292        |        |        |        |        |          |
| 4755 | 30-34  | 5160        |        |        |        |        |          |
| 5263 | 25-29  | 5247        |        |        |        |        |          |
| 5899 | 20-24  | 5793        |        |        |        |        |          |
| 6222 | 15-20  | 5777        |        |        |        |        |          |
| 5373 | 10-14  | 5239        |        |        |        |        |          |
| 3413 | 5-9    | 3230        |        |        |        |        |          |
| 2521 | 0-4    | 2394        |        |        |        |        |          |